# Гомикава, Дзюмпэй
Дзюмпэй Гомикава (яп. 五味川純平 Гомикава Дзюмпэй, 15 марта 1916 года — 8 марта 1995 года) — японский писатель
, работавший под псевдонимом. Настоящее имя — Сигэру Курита (яп. 栗田茂 Курита Сигэру)
Прославился первым своим романом «Условия человеческого существования» (яп. 人間の條件 Нингэн но дзёкэн), который вышел в свет 1958 году. Роман ярко антимилитаристский. Сам автор принимал участие в боевых действиях против РККА в Маньчжурии в 1945 году. «Когда я оказался одним из четверых, уцелевших в бою, понял, что должен за всех погибших, ввергнутых японской военщиной в пучину войны, честно рассказать грядущим поколениям о том, как наша нерешительность и трусость способствовали развязыванию ужасной агрессии, унёсшей миллионы жизней», так объяснил сам Дзюмпэй Гомикава мотивы написания романа. На русском языке роман был издан с небольшими правками, внесёнными с согласия Гомикавы.
По его произведениям сняты фильмы: «Условия человеческого существования» (режиссёр — Масаки Кобаяси), эпопея «Война и люди» (в трёх частях — по две серии в каждой, 1970—1973, специальная премия МКФ в Карловых Варах-1974, режиссёр — Сацуо Ямамото).

## Произведения
- «Условия человеческого существования».
- «Сделка со свободой».
- «Исторический опыт».
- «Война и люди».